# Batrachomoeus dahli
Batrachomoeus dahli (dahlova grdobina), vrsta morske ribe demersalne zone (one koje žive pri dnu) iz istočnoindijskog oceana koja pripada porodici Batrachoididae, red Batrachoidiformes, razred zrakoperki. Prvi ju je opisao Rendahl, 1922). 
Endemska je vrsta u Australiji.
O njoj još postoji dosta nepoznanice, kao njezina maksimalna i prosjećna dužina.